# Liste in Deutschland vorhandener Dampfpfluglokomotiven

## Allgemeines
Dies ist eine Liste in Deutschland vorhandener Dampfpfluglokomotiven ohne Anspruch auf Vollständigkeit, da die gegenwärtige Quellenlage dies nicht zulässt.
Zudem gibt es in Museumsdepots und an anderen Orten in Deutschland nur fragmentarisch erhaltene Exemplare, die bislang noch nicht als solche erkannt oder verzeichnet worden sind. Von den für die Landwirtschaft einst so bedeutsamen Maschinen sind nur wenige erhalten geblieben, die sich teilweise zudem in einem sehr schlechten Zustand befinden. Teildemontierte oder korrosiv stark angegriffene Lokomotiven werden ebenfalls aufgenommen, da sie trotz ihres Zustandes als technikgeschichtliche Quellen bedeutend sind.
Im Gegensatz zu den schienengebundenen Dampflokomotiven wurden für Dampfpfluglokomotiven von den Betreibern in der Regel keine Betriebsnummern vergeben. Die Hersteller produzierten selten Dampfpfluglokomotiven unterschiedlicher Typen zur gleichen Zeit, weshalb die Maschinen oft keine Typbezeichnungen erhielten. Insofern kann trotz der über Jahrzehnte oft kaum veränderten Bauweise eher von Generationen gesprochen werden, wobei innerhalb der einzelnen Generationen gerade von den deutschen Herstellern oft nur wenige Exemplare hergestellt wurden.
Jede Dampfpfluglokomotive war Teil eines Dampfpflug-Satzes. Ein solcher arbeitsfähiger, früher auch nur als Dampfpflug bezeichneter Dampfpflug-Satz bestand zumeist aus zwei selbstfahrenden Dampfpfluglokomotiven, die mit einer zunächst vertikal, später nur noch horizontal unter dem Dampfkessel angeordneten Seilwinde ausgestattet waren. Diese paarweise gelieferten Sätze können bei den erhaltenen Exemplaren noch heute anhand der benachbarten Fabriknummern abgelesen werden. So bildeten zum Beispiel die heute an verschiedenen Orten untergebrachten Dampfpfluglokomotiven A. Heucke Fabriknummern 425/1915 und 426/1915 einen Satz, der durch einen Kipp-Pflug, einen Mannschaftswagen und zwei Wasserwagen komplettiert wurde. Hinzu kam eine aus bis zu zwölf Personen bestehende Mannschaft.
Die erhaltenen Lokomotiven sind im Folgenden in der chronologischen Reihenfolge ihrer Entstehung verzeichnet.
| Nr. | Fabrikat                     | Fabrik-Nr.    | Baujahr       | Zustand | Standort/PLZ | Standort/Institution                                                                                    | Bemerkungen/Lebenslauf | Foto                                                                                          |  |
| --- | ---------------------------- | ------------- | ------------- | ------- | ------------ | --- | --- | --------------------------------------------------------------------------------------------- |  |
| 1   | A. Heucke                    | ?             | 1904/05 (ca.) | M       | D-39365      | Ummendorf, Börde-Museum Burg Ummendorf                                                                  | |                                                                                               |  |
| 2   | A. Heucke                    | ?             | 1904/05 (ca.) | M       | D-39365      | Ummendorf, Börde-Museum Burg Ummendorf                                                                  | |                                                                                               |  |
| 3   | John Fowler & Co.            | 12136         | 1909          | B       | D-73230      | Kirchheim unter Teck, Historische Dampftechnik e. V.                                                    | bis 19. April 1997, Fa. Rau, Weilheim, 2006 restauriert |                                                                                               |  |
| 4   | John Fowler & Co.            | 12137         | 1909          | B       | D-73230      | Kirchheim unter Teck, Historische Dampftechnik e. V.                                                    | 1967 Geschenk an den Landkreis Esslingen für die Max-Eyth-Schule Kirchheim zu deren Namensgebung von der Fa. Rau, Weilheim, 1986 restauriert von Richard Planitz anlässlich des 150. Geburtstags von Max Eyth |                                                                                               |  |
| 5   | A. Heucke                    | ?             | 1910 (ca.)    | M       | D-16348      | Wandlitz, Barnim Panorama, ehem. Agrarmuseum Wandlitz                                                   | | Dampfpfluglokomotive A. Heucke um 1910 (2014)                                                 |  |
| 6   | A. Heucke                    | ?             | ?             | D       | D-06628      | Bad Kösen-Fränkenau, Landtechnisches Museum, Verein zur Erhaltung Historischer Landtechnik              | |                                                                                               |  |
| 7   | A. Heucke                    | 287           | 1911          | B       | D-70599      | Stuttgart-Hohenheim, Deutsches Landwirtschaftsmuseum                                                    | ?-? Bayerische Dampfpfluggenossenschaft, Regensburg, ?-? Landwirtschaftliche Hochschule, Stuttgart-Hohenheim |                                                                                               |  |
| 8   | A. Heucke                    | 288           | 1911          | B       | D-70599      | Stuttgart-Hohenheim, Deutsches Landwirtschaftsmuseum                                                    | ?-? Bayerische Dampfpfluggenossenschaft, Regensburg, ?-? Landwirtschaftliche Hochschule, Stuttgart-Hohenheim |                                                                                               |  |
| 9   | Kemna, Umbau Ottomeyer       | 337           | 1911          | M       | D-10963      | Berlin, Deutsches Technikmuseum                                                                         | |                                                                                               |  |
| 10  | Kemna, Umbau Ottomeyer       | 338           | 1911          | M       | D-31812      | Bad Pyrmont (?)                                                                                         | |                                                                                               |  |
| 11  | Kemna, Umbau Ottomeyer       | 412           | 1912          | M       | D-74889      | Sinsheim, Auto- und Technikmuseum                                                                       | |                                                                                               |  |
| 12  | Kemna, Umbau Ottomeyer       | 413           | 1912          | M       | D-59302      | Oelde, Hanf-Labyrinth/Brennerei Leonhard Nordhues                                                       | |                                                                                               |  |
| 13  | A. Heucke                    | 425           | 1915          | M       | D-17214      | Alt Schwerin, Agroneum, ehem. Agrarmuseum Alt Schwerin                                                  | 1915–1964 († 1960) Dampfpflugunternehmen E. Horn & Co., Woldegk, 1964 an Agrarmuseum Alt Schwerin, Trennung des Satzes, d. h. von Schwesterlok 426/1915 und Pflug | Dampfpfluglokomotive A. Heucke 425/1915 (2015)                                                |  |
| 14  | A. Heucke                    | 426           | 1915          | M       | D-53572      | Unkel, Sammlung Freiligrathhaus                                                                         | 1915–1964 († 1960) Dampfpflugunternehmen E. Horn & Co., Woldegk, 1964 Trennung des Satzes, d. h. von Schwesterlok 425/1915 und Pflug, 1964/65 Umbau zum Dampfspender unter Verwendung von Teilen des Pfluges, Woldegk, 1965–1987? Dampfspender, Woldegk?, 1987?–200x Berlin, 200x-2017 Depot des Vereins Ackerkralle (ehem. Bw-Depot), Montabaur | Dampfpfluglokomotive A. Heucke 426/1915 (2017)                                                |  |
| 15  | John Fowler & Co.            | 15218         | 1918          | M       | D-21224      | Freilichtmuseum am Kiekeberg, Rosengarten (Ldk. Harburg), Niedersachsen                                 | Gewicht: 19 Tonnen, 175 PS, Das Schild mit der Seriennummer wurde vermutlich ausgetauscht. Urspr. Seriennummer ist unbekannt. | The Fowler steam locomotive (1918) in the open air museum at the Kiekeberg                    |  |
| 16  | John Fowler & Co.            | 15362 „Lion“  | 1919          | B       | D-47506      | Sammlung K.H. Florenz, Groß Opholt, Neukirchen-Vluyn                                                    | 2019 Import aus UK, aufwändige Instandsetzung, volle Wiederinbetriebnahme 2024, Typ AA7, Registration NK985 „LION“ |                                                                                               |  |
| 17  | John Fowler & Co.            | 15363 „Tiger“ | 1919          | B       | D-47506      | Sammlung K.H. Florenz, Groß Opholt, Neukirchen-Vluyn                                                    | 2019 Import aus UK, aufwändige Instandsetzung, volle Wiederinbetriebnahme 2024, Typ AA7, Registration NK989 „TIGER“ |                                                                                               |  |
| 18  | A. Heucke                    | 656           | 1921          | D       | D-08439      | Crimmitschau-Blankenhain, Deutsches Landwirtschaftsmuseum Schloss Blankenhain                           | 1921-19xx, ?, 19xx Umbau zum Dampfspender | Dampfpfluglokomotive A. Heucke 656/1921 (2018)                                                |  |
| 19  | A. Heucke                    | 743           | 1928          | B       | D-08036      | Landshut, Agrarbildungszentrum Landshut-Schönbrunn                                                      | 1928–1965 Bayerische Dampfpfluggenossenschaft, Regensburg, 1966 Bezirk Niederbayern |                                                                                               |  |
| 20  | A. Heucke                    | 744           | 1928          | B       | D-08036      | Landshut, Agrarbildungszentrum Landshut-Schönbrunn                                                      | 1928–1965 Bayerische Dampfpfluggenossenschaft, Regensburg, 1966 Bezirk Niederbayern |                                                                                               |  |
| 21  | Rheinmetall, Umbau Ottomeyer | 775           | 1928          | M       | D-49661      | Cloppenburg, Museumsdorf Cloppenburg                                                                    | | Dampfpfluglokomotive Rheinmetall, Umbau Ottomeyer 775/1928 (2008)                             |  |
| 22  | A. Heucke                    | 829           | 1944          | D       | D-17348      | Woldegk, Mühlenmuseum                                                                                   | 1944–1965 Dampfpflugunternehmen E. Horn & Co., Woldegk, 1965 Umbau zum Dampfspender, 1965–1987 Dampfspender, Woldegk, 1988–2000 Denkmal Mühlenhügel, Woldegk | Dampfpfluglokomotive A. Heucke 829/1944 (2011)                                                |  |
| 23  | Henschel/ Fowler (Lizenz)    | 5183          | 1955          | B       | D-73569      | Schwäbisches Bauern- und Technikmuseum, Eschach-Seifertshofen, Baden-Württemberg                        | |                                                                                               |  |
| 24  | Henschel/ Fowler (Lizenz)    | 5184          | 1955          | B       | D-73569      | Schwäbisches Bauern- und Technikmuseum, Eschach (bei Schwäbisch Gmünd)-Seifertshofen, Baden-Württemberg | |                                                                                               |  |
| 25  | Henschel/ Fowler (Lizenz)    | 5185          | 1955          | M       | D-49744      | Emsland Moormuseum, Hesepe, Niedersachsen                                                               | | Dampfpfluglokomotive Henschel & Sohn/John Fowler & Co. (Lizenz) 5185/1955 u. 5186/1955 (2010) |  |
| 26  | Henschel/ Fowler (Lizenz)    | 5186          | 1955          | M       | D-49744      | Emsland Moormuseum, Hesepe (Emsland), Niedersachsen                                                     | | Dampfpfluglokomotive Henschel & Sohn/John Fowler & Co. (Lizenz) 5185/1955 u. 5186/1955 (2010) |  |

B = betriebsbereit
D = Denkmal
M = Museumslokomotive/Ausstellungsstück
A. Heucke Fabrik-Nr. 669/1922: nur Fabrikschild erhalten (D-39365 Ummendorf, Börde-Museum Burg Ummendorf, Inv.-Nr. V:04/02/04/96:517)